# Wapen van Loil

Het wapen van Loil is in de jaren 70 van de twintigste eeuw toegekend als dorpswapen. Het dorp Loil hoort bij de Nederlandse gemeente Montferland. Loil is nooit zelfstandig geweest.

## Beschrijving
De beschrijving van het wapen luidt als volgt:
In goud een rechterschuinbalk, in drie rijen geblokt van blauw en zilver.
De heraldische kleuren zijn: azuur (blauw), goud (geel) en zilver.

## Symboliek
Het is het wapen van het geslacht Van Loil (ook wel: Loel, Lole, Van Loelle), dat tussen 1364 en 1474 gevoerd werd.

## Trivia
- Sinds 2010 heeft het dorp ook een eigen dorpsvlag.